# یوزو تامورا
یوزو تامورا (انگلیسی: Yuzo Tamura؛ زادهٔ ۷ دسامبر ۱۹۸۲) بازیکن فوتبال اهل ژاپن است.